# 圣维托
圣维托（義大利語：San Vito），是意大利撒丁大区南撒丁省的一个市镇。总面积231.55平方公里，人口3872人，人口密度16.7人/平方公里（2009年）。ISTAT代码为092064。